# Lophochernes brevipes
Lophochernes brevipes es una especie de arácnido del orden Pseudoscorpionida de la familia Cheliferidae.

## Distribución geográfica
Se encuentra en Vietnam.